# Still Alive... And Well?
Still Alive... And Well? är ett samlingsalbum utgivet av Megadeth år 2001. Albumet innehåller live-versioner av äldre hits samt sex låtar som även fanns med på det senaste albumet The World Needs a Hero. Albumet mottog kritik då det inte innehöll något nytt material.

## Låtlista
1. "Time / Use the Man" – 6:27
2. "The Conjuring" (live) – 5:26
3. "In My Darkest Hour" – 5:29
4. "Sweating Bullets" (live) – 4:43
5. "Symphony of Destruction" (live) – 5:24
6. "Holy Wars" (live) – 8:51
7. "Moto Psycho" – 3:05
8. "Dread and the Fugitive Mind" – 4:24
9. "Promises" – 4:26
10. "The World Needs a Hero" – 3:52
11. "Burning Bridges" – 5:20
12. "Return to Hanger" – 4:00

## Bandmedlemmar
- Dave Mustaine – sång, gitarr
- David Ellefson – basgitarr
- Al Pitrelli – gitarr
- Jimmy DeGrasso – trummor